# 世運大道

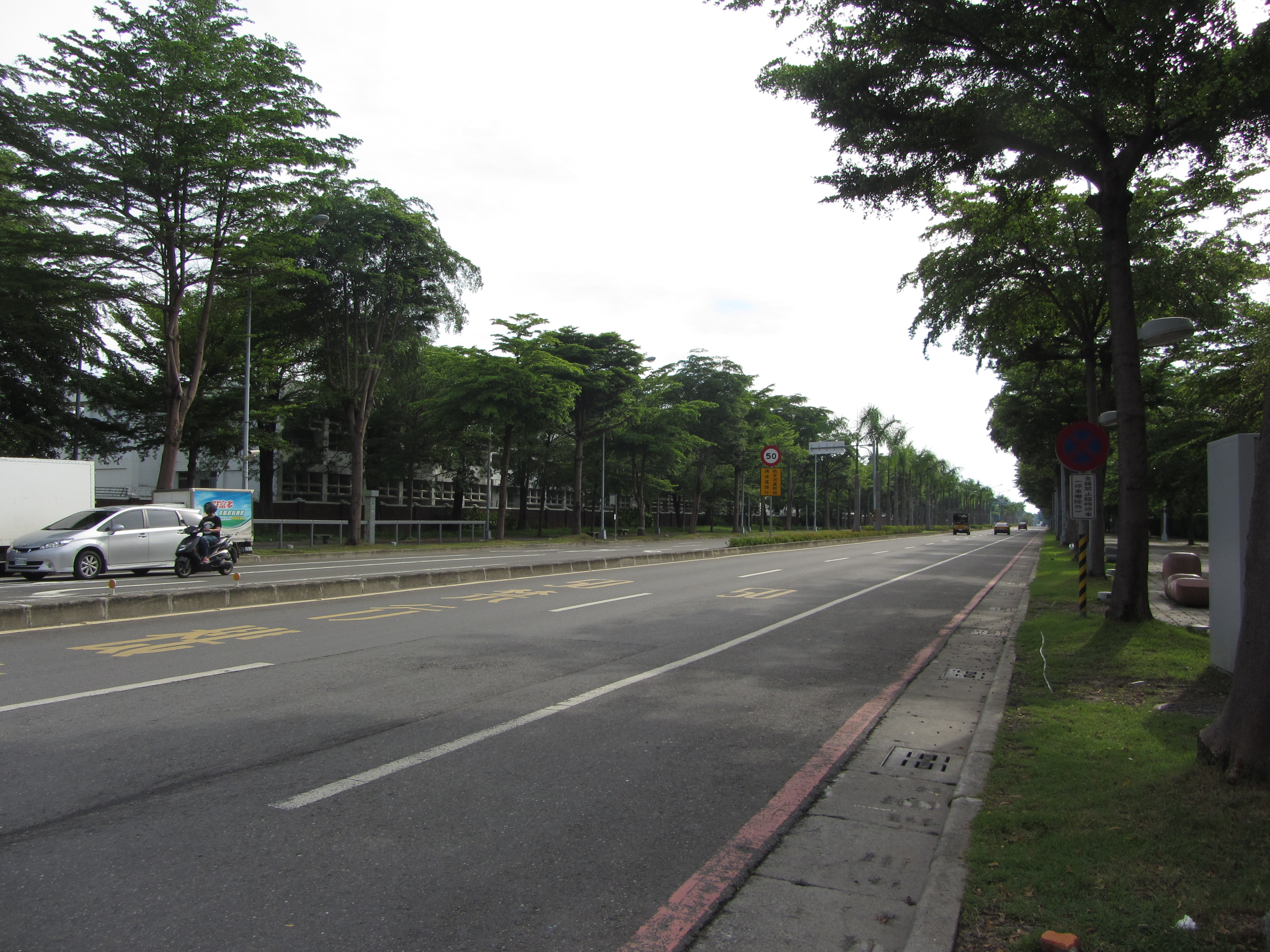
世運大道

世運大道（World Games Blvd.），舊名中海路（Jhonghai Rd.），長度約1045公尺，橫跨高雄市左營區、楠梓區，本道在兩區的長度各佔一半，右端為楠梓區左楠路左端為左營區中正路。世運大道貫穿海軍左營基地中海哨，但海軍左營基地內的路段仍稱為中海路。

## 行經行政區域
- 楠梓區
- 左營區

## 沿線設施
- 捷運世運站（左楠路1號）
- 高雄煉油廠（左楠路2號）
- 國家運動訓練中心（世運大道399號）
- 國軍左營總醫院（軍校路553號）
- 國家體育場（世運大道100號(軍校路500號)）
- 高雄市政府青年局（世運大道100號）
- 中海路自行車道（左楠路－軍校路）
- 軍校路自行車道（海軍官校－中海路）
- 中華民國海軍軍官學校（軍校路669號）
- 海軍左營基地中海哨

## 公車資訊

### 高雄市市區公車
- 南台灣客運
  - 紅53-主線 台鐵新左營站－捷運世運站－蚵仔寮漁港

## 公共自行車
- 高雄市公共自行車租賃系統：
  - 捷運世運站(1號出口)：左楠路2-1號(對側人行道)
  - 世運大道：世運大道3號(東北側人行道)
  - 國家運動訓練中心大門：世運大道399號

## 內部連結
- 高雄市主要道路列表

1. ↑  世運大道在左營區部分約525公尺，在楠梓區部分約520公尺。